# Hildegardis Wulff
Hildegardis Wulff (* 8. September 1896 in Mannheim als Liselotte Wulff; † 20. Oktober 1961 in Freiburg im Breisgau) war Mitbegründerin des Frauenordens der Benediktinerinnen OSB von der heiligen Lioba in Freiburg im Breisgau Günterstal und Gründerin und Priorin des Klosters der Benediktinerinnen von der heiligen Lioba in der Strada Coroana de Oțel im III. Bezirk Elisabetin in Timișoara. Nach der Machtübernahme der Kommunisten in Rumänien wurde sie am 18. August 1950 verhaftet und wegen Landesverrat, Spionage für den Vatikan und für die Vereinigten Staaten von Amerika am 19. Februar 1952 vom Militärgericht Bukarest zu insgesamt 25 Jahren Gefängnis und Zwangsarbeit verurteilt.

## Studium
Hildegardis Wulff wurde als Älteste von drei Kindern einer Industriellenfamilie in Mannheim geboren. Sie wurde im Geist des liberalen Protestantismus erzogen und machte 1914 an der Liselotte-Schule das Abitur. Danach studierte sie Germanistik, mittelalterliche Geschichte und Kirchenrecht in Heidelberg und Bonn. Während des Studiums in Heidelberg hatte sie den ersten Zugang zum Ordensleben. Von ihren katholischen Kommilitonen erfuhr Hildegardis Wulff von neugegründeten Orden und Säkularinstituten, die Frauen die Möglichkeit gaben, außerhalb von Schule und Krankenhaus apostolisch tätig zu sein. Das Studium und diese Begegnungen führten Hildegardis Wulff zum katholischen Glauben. Am 17. Januar 1918 wurde sie katholisch getauft.

## Gründung der Liobaschwesternschaft

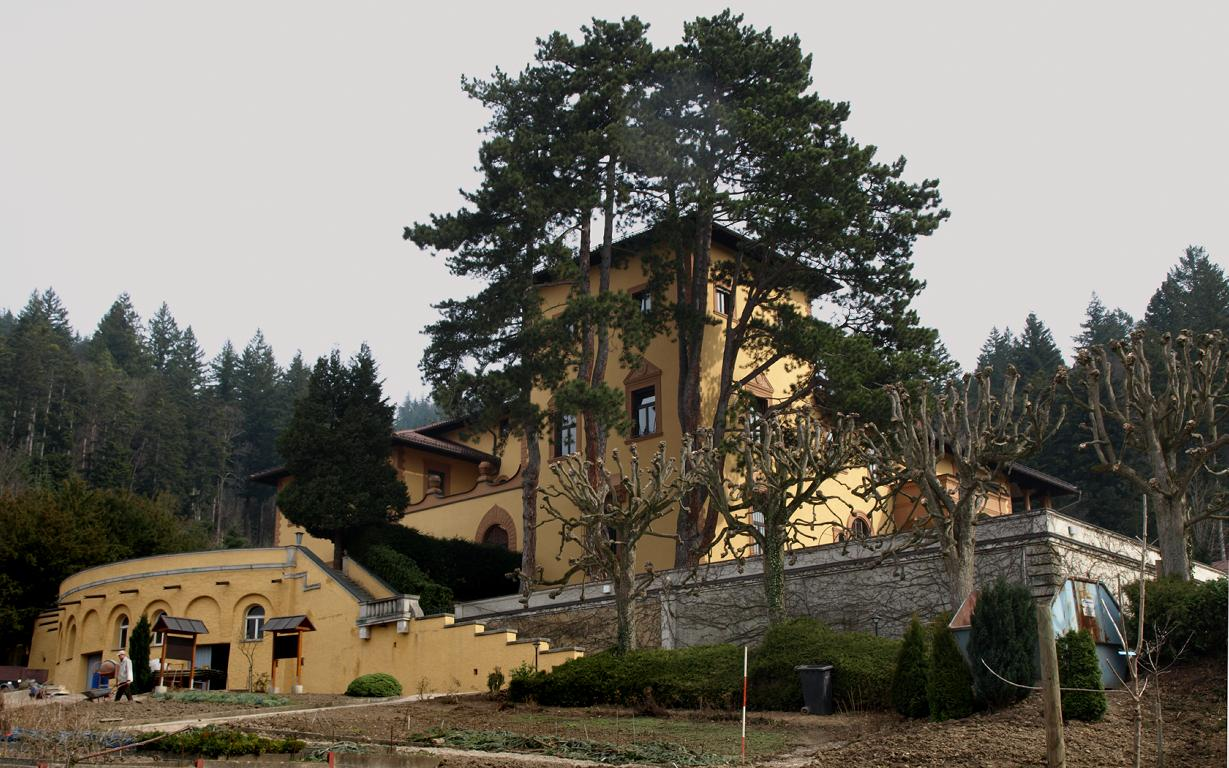
Benediktinerinnenkloster St. Lioba in Freiburg-Günterstal

Nach Abschluss des Studiums trat Hildegardis Wulff in das Zisterzienserinnen Kloster Lichtenthal ein. Hier lernte sie Maria Föhrenbach kennen und wurde zusammen mit ihr und Elisabeth Steinbacher Mitbegründerin der Benediktinerinnen von der heiligen Lioba. Gemeinsam entwarfen sie 1920–1921 die ersten Statuten, die nach Rom eingereicht wurden. Das Noviziat verbrachten sie in St. Hildegard, Eibingen. Am 1. Mai 1921 wurden sie eingekleidet und erhielten die Namen Maria-Benedicta und Hildegardis.
Nachdem am 23. August 1921 die Gründung der Schwesternschaft der heiligen Lioba zunächst von Rom abgelehnt wurde, gründeten sie vorerst den weltlichen Verein „St. Lioba e. V.“ Das Kloster Beuron kleidete die Schwestern als Oblatinnen ein und nahm ihnen das Profess ab. Dank der Intervention des Erzbischofs von Freiburg, Karl Fritz, wurde die Ordensgründung von Rom genehmigt und am 21. März 1927 fand die kirchliche Errichtung des Mutterhauses in Günterstal statt.
Die Ordensschwestern hatten sich der Krankenpflege, der Seelsorgehilfe, der Erziehung und Bildung, der beruflichen Ausbildung, der Altenpflege und der allgemeinen Fürsorge verschrieben. Neben den Niederlassungen in Deutschland hatte der Orden Priorate in Dänemark, Indien, Belgien, und in Timișoara (Rumänien).

## Priorin im Banat
Hildegardis Wulff hatte einen Lehrauftrag an der neu ins Leben gerufenen „Sozialen Frauenschule“ in Freiburg. Sie unterrichtete Psychologie, Sozialpädagogik, Geschichte und Frauenfragen. Hier bekam sie durch Mitglieder der „Banater Missionsgesellschaft“ einen ersten Kontakt zu den banatdeutschen Katholiken.
1927 wurde sie von zwei ihrer Schülerinnen nach Timișoara eingeladen. Zu Weihnachten besuchte sie die beiden im Banat, wo sie in der Weihnachtsoktav sechs Vorträge hielt. Ihr dortiger Erfolg führte zu einer weiteren Einladung nach Timișoara, der sie 1928 mit einer Vortragsreihe folgte.
Vom 3. bis zum 7. Januar 1928 kam sie auf Einladung des Bistums und der „Gesellschaft für soziale Werke“ nach Timișoara, um öffentliche pädagogische Vorträge in der Banatia zu halten. Franz Kräuter, Professor an der "Katholischen Deutschen Lehrerbildungsanstalt" und Abgeordneter im rumänischen Parlament, erhielt durch Innenminister Ion Duca die Genehmigung der Vorträge. Förderer des neuen Ordens im Banat waren Prälat Franz Blaskovics, Franz Kräuter und Bischof Augustin Pacha.
Nachdem Schwester Hildegardis 1927 und 1928 zwei Vortragsreisen ins Banat gemacht hatte, erhielt sie von Augustin Pacha, Bischof des Bistums Timișoara, den Auftrag zu Vortragsreisen in seiner Diözese, um dort unter den Banater Schwaben apostolisch zu wirken. Sie hielt in den banatschwäbischen Dörfern Vorträge über religiöse Themen, wie die Liturgie, das Kirchenjahr, darüber hinaus über Erziehungsfragen, Brauchtum und Volkstanz, Literatur und Fragen des täglichen Lebens.
1931 kamen Schwester Veronika und Schwester Ruperta hinzu. Mit diesem kleinen Konvent begann das klösterliche Leben. Durch die Hilfe der Diözese, vor allem des Prälats Franz Blaskovics, konnte im September 1931 durch Schwester Hildegardis das Grundstück mit dem Haus in der Kronengasse (rumänisch: Strada Coroana de Oțel) und das anschließende kleinere Gelände in der Königsgasse (rumänisch: Strada Regelui) in der Elisabethstadt (rumänisch: Elisabetin) in Timișoara vom Mutterhaus in Freiburg erworben werden. Es wurde ein Krankenhaus eingerichtet und es wurde Mädchenarbeit geleistet, die gleich zu Beginn ein Schwerpunkt war.
1934 erwarb Hildegardis Wulff die rumänische Staatsbürgerschaft, um das Konkordat zu erfüllen, welches bestimmte, dass klösterliche Niederlassungen nicht vom Ausland abhängig sein dürfen. Am 17. Dezember 1934 wurde die kirchliche Errichtung des selbstständigen Priorates in Timișoara unterzeichnet. Zu Beginn waren 13 Schwestern aus Deutschland hier tätig. 1938 waren bereits 17 einheimische Schwestern dem Konvent beigetreten. Die Schwestern wurden zum Studium nach Deutschland geschickt. Am Liobatag 1941 wurde im Priorat Timișoara die erste Ewige Profess gefeiert. Am gleichen Tag begann das erste Prioratskapitel, das die eigenen Statuten des rumänischen Priorates beschloss und Hildegardis als Priorin wählte.

### Zwischenkriegszeit
Hildegardis Wulff wohnte zunächst bei den Sozialen Schwestern in Timișoara und fuhr zu Vorträgen auf die Dörfer. Allein im Mai 1929 hielt sie 21 Vorträge an verschiedenen Orten, im Oktober waren es 22 und im Dezember bereits 33 öffentliche Vorträge.
Sie sprach zu den Themen:
- Religion: Katechese, Heiligenlehre, Liturgie und Kirchenjahr
- Erziehungslehre und Soziales: Caritas, Ehe und Familie
- Tradition: Herkunft, Volkslied und Volkstanz

Frauenverein und Mädchenkränze
Das erste Arbeitsgebiet war der 1930 behördlich genehmigte und staatlich anerkannte „Katholisch-Deutsche Frauenverein“ und die Mädchenkränze. 1933 gab es 90 Ortsgruppen mit über 5.000 Mädchen und Frauen als Mitglieder. 1938 hatte der Frauenverein 15.000 Mitglieder mit 138 Untergliederungen.
1929 organisierte Hildegardis Wulff den ersten Mädchentag in Lenauheim. Mit behördlich genehmigten Satzungen wurde 1930 der erste Frauenverein und Mädchenkranz in Triebswetter gegründet. 1931 fand der Mädchentag in Maria Radna statt und 1932 auf der Piața Unirii in Timișoara.
Am jährlichen Frauenfest in Deta waren 1930 etwa 500 Teilnehmerinnen und beim letzten Fest 1938 mehr als 4.000 Teilnehmerinnen dabei.
Volkshochschule
Hildegardis Wulff organisierte Vortragsreihen zu religiösen, sozialen und allgemeinbildenden Themen. Bücher kamen in Umlauf, Lesekreise wurden eingerichtet, es wurde Theater gespielt, musiziert, gesungen, Volkstänze einstudiert, verschiedene Sportarten wurden gepflegt, man machte Handarbeiten, Gesellschaftsspiele, Ausflüge und Feste wurden organisiert. Die Gruppenstunden in den Mädchenkränzen konzentrierten sich auf das Winterhalbjahr, da im Sommer die Feldarbeit Vorrang hatte. Trotzdem wurden auch Sommerlager organisiert.
1932 wurde durch die Aufstockung des Hauses die Einrichtung einer Mädchen-Volkshochschule möglich. Die Kurse begannen an Allerheiligen und endeten zu Ostern. Jeweils 40 Mädchen konnten an einem Kurs teilnehmen. Dozenten waren Priorin Hildegardis, Josef Nischbach, Direktor der Banatia, sowie die Schwestern Dominica und Theodora.
St. Anna Krankenhaus
1933 konnte ein angrenzendes Grundstück gekauft werden und 1935 wurden das "St. Anna Krankenhaus" und das Entbindungsheim gebaut. Ab 1939 mussten sich die Schwestern heftig gegen Eingriffe des Staates wehren. Das Krankenhaus hatte 25 Betten und das Entbindungsheim 20. Jährlich fanden 500 bis 600 Geburten statt und ebenso viele Behandlungen und Operationen.
Schwester Hildegardis gründete zudem einen Erntekindergarten, Jugendhäuser und das katholische Schülerheim Norbertinum in Hermannstadt.
Seit der Einrichtung des Klosters hatten die Schwestern häusliche Altenpflege übernommen. Nach der Erweiterung des Heimes konnte 1943 auch ein Altenheim mit zunächst 10 Plätzen im St. Anna Heim eingerichtet werden.

### Nachkriegszeit
Am 16. März 1938 wurde Hildegardis Wulff zum deutschen Konsul Kuhna bestellt, weil sie sich gegen den Anschluss Österreichs öffentlich geäußert haben soll. Ab da begannen die Probleme mit der NSDAP der Deutschen Volksgruppe in Rumänien (DViR). Ebenso fanden ab da regelmäßige Vorladungen zu Gesprächen mit Fritz Fabritius in die deutsche Botschaft nach Bukarest statt.
Nach dem Ausbruch des Krieges 1939 brachen alle Verbindungen zum Mutterhaus in Freiburg ab. 1940 wurden alle katholischen Frauen- und Mädchenverbände seitens der Deutschen Volksgruppe in Rumänien verboten. Schwester Hildegardis trat dem entgegen, indem sie das „Veronikawerk“ gründete, das unter erschwerten Bedingungen die Frauenarbeit weiterführte.
1941 gründete Hildegardis Wulff die zweijährige Seelsorgehelferinnenschule und rief Katecheten- und Kantorenkurse ins Leben. Von dieser Schule aus gab es für einzelne Schwestern die Möglichkeit, im Bonifatiuswerk mitzuwirken. 1941 wurde Schwester Hildegardis aus politischen Gründen eine Reise nach Deutschland ins Mutterhaus verwehrt.
Nach dem Umsturz am 23. August 1944, als die Kommunisten in Rumänien die Macht ergriffen, kamen Zeiten der Verfolgung der Kirche und Klöster. Durch den Einmarsch der Roten Armee im September 1944 wurden die Schwestern aus Deutschland interniert. Im Dezember 1945 kamen sie zurück und waren ab da in ihrer Arbeit durch die staatlichen Behörden stark eingeschränkt.
Kinderhilfswerk
Als im Januar 1945 alle deutschen Frauen und Männer im Alter von 18 bis 45 Jahren zur Zwangsarbeit nach Russland verschleppt wurden, blieben die Klosterleute dank französischer und amerikanischer Hilfe davon verschont. Viele Verschleppte mussten ihre Kinder zurücklassen.
Mit Hilfe von Bischof Augustin Pacha und Domherr Josef Nischbach konnte Schwester Hildegardis ein Kinderheim für 80 Kinder einrichten; somit war das Kinderhilfswerk gegründet. Arbeiter verschiedener Konfessionen und Nationalitäten aus Timișoara errichteten kostenlos einen Anbau zur Unterbringung der Kinder.
Das zunächst in Timișoara tätige Kinderhilfswerk richtete in den Folgemonaten auch in den Dörfern Hilfsstellen ein. Benötigte Nahrungsmittel wurden bei der Bevölkerung gesammelt. Hilfe kam über die Nuntiatur in Bukarest auch aus Rom.
Flüchtlingshilfswerk
Im Sommer 1944 waren Eisenbahntransporte mit Deutschen aus Bessarabien und Transnistrien an der Grenze zu Ungarn angekommen. Aus ihrer Heimat vertrieben, aus Polen verjagt, hielten die Rumänen sie in einem bewachten Lager ohne die geringste Versorgung fest. Den Liobaschwestern erwuchs damit eine neue Aufgabe. Im Auftrag der Priorin sammelte Patricia Zimmermann Lebensmittel und brachte Wagenladungen nach Arad.
An der ungarisch-rumänischen Grenze kamen im Sommer 1945 die Flüchtlinge vom Herbst 1944 zurück. Die Einreise nach Rumänien wurde ihnen verweigert. So errichteten die Lioba Schwestern in Neu-Arad ein Hilfswerk, um den ankommenden Flüchtlingen zu helfen. Unter großem Einsatz wurden eine tägliche Suppenküche und eine medizinische Versorgung aufgebaut.
Schwester Hildegardis und Schwester Patricia halfen Kriegsgefangenen und ehemaligen deutschen Soldaten über die Grenze, was beiden später schwer angelastet wurde.
Heimkehrerhilfswerk
Im Dezember 1949 kehrten die 1945 verschleppten deutschen Männer und Frauen aus der Zwangsarbeit aus der Sowjetunion zurück. Es musste für ihre Ernährung, Bekleidung, ärztliche Versorgung und ihren Heimtransport gesorgt werden. Auch diese Arbeit wurde von den Behörden strengstens geprüft.
Im Auftrag des Bischofs und der Priorin fuhr Schwester Patricia Zimmermann in die Maramuresch und richtete dort die erste Außenstelle des Heimkehrerhilfswerks ein. Es folgte unter der Mitarbeit von Pfarrer Sundhauser eine weitere Hilfsstelle in Großwardein. An den Bahnhöfen in Bukarest, Iași, Focșani, Sighet und Timișoara wurden weitere Hilfsstellen für Russlandheimkehrer eingerichtet.
Jugoslawienhilfe
Ab 1946 kamen die ersten Flüchtlinge aus Jugoslawien in das rumänische Banat. Sie berichteten Schreckliches aus den Todeslagern Titos. 1947 wuchs die Zahl der Flüchtlinge aus Jugoslawien, so dass die Einrichtung der Jugoslawienhilfe notwendig wurde. Man half den Flüchtlingen mit Nahrung und Kleidern. Für viele wurden Reisepapiere besorgt, damit sie weiter westwärts konnten. Vielen wurde über die Grenze nach Ungarn geholfen.
Bei der Jugoslawienhilfe halfen Schwester Gottharda und Schwester Hildegardis mit.

### Hochverratsprozess

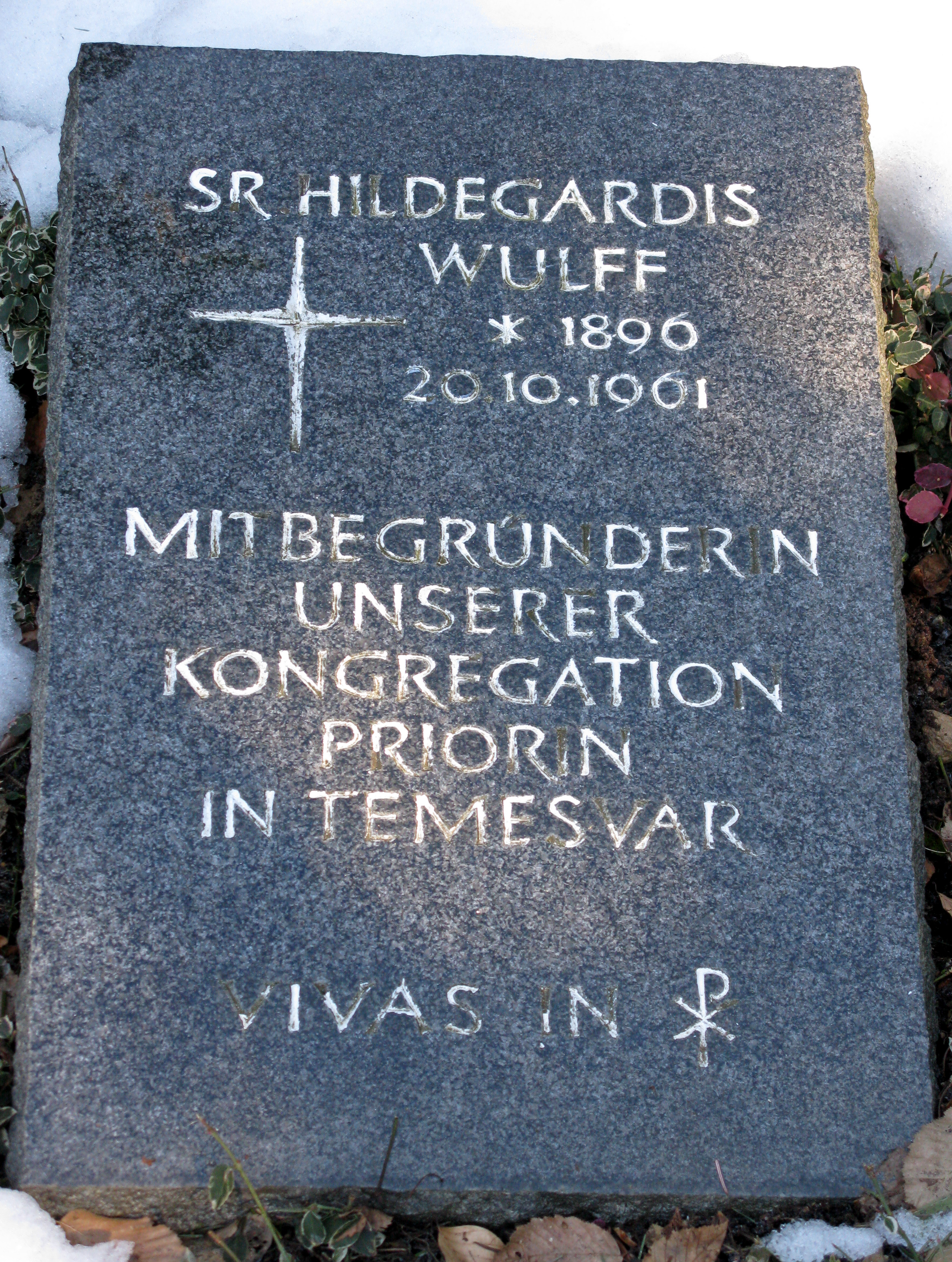
Grab auf dem Klosterfriedhof von St. Lioba in Freiburg-Günterstal

Die kommunistische Regierung in Rumänien kündigte 1947 das Konkordat mit Rom. Die Kirchenverfolgung setzte ein. 1948 wurde das Norbertinum in Hermannstadt verstaatlicht. Am 1. November 1948 erfolgte die Enteignung des St. Anna Krankenhauses in Timișoara. Am 1. August 1949 wurden alle Frauen- und Männerorden verboten. Die St. Lioba Schwestern wurden am 20. August aus dem Kloster vertrieben. Schwester Hildegardis bestritt ihren Unterhalt als Kantorin in der Marienkirche in der Mehala und als Katechetin in der Kirche Heiliges Herz Jesu in der Elisabethstadt.
1948 wurden alle kirchlichen Einrichtungen verstaatlicht. Im Juni 1949 wurden die Klöster enteignet, bis schließlich die griechisch-katholische Kirche am 3. August 1949 verboten wurde. Alle Schwestern mussten innerhalb weniger Tage das Kloster verlassen, das Ordenskleid ablegen und den Behörden schriftlich den neuen Wohnsitz mitteilen. Die Schwestern aus Deutschland bekamen die Ausreisegenehmigung. Auch Schwester Hildegardis und Schwester Veronika hofften aufgrund ihrer deutschen Herkunft auf eine Ausreisegenehmigung, aber ihre Pässe gingen im deutschen Konsulat verloren.
1950 setzte eine Verhaftungswelle ein. Am 17. Juli 1950 wurde Bischof Augustin Pacha von der rumänischen Geheimpolizei Securitate verhaftet und 1951 in einem Schauprozess zu 18 Jahren Gefängnis verurteilt. Ihm folgten eine ganze Reihe katholischer Geistlicher in die Gefängnisse der Securitate. Sie wurden wegen Hochverrats und wegen Spionage für den Vatikan und die USA angeklagt.
Am 18. August 1950 wurde Hildegardis Wulff verhaftet, ein Jahr später Patricia Zimmermann. Ihr Schauprozess fand in dem berüchtigten Gefängnis Jilava statt. Nach anderthalb Jahren Untersuchungshaft wurde Schwester Hildegardis von den Machthabern im Zuge des Hochverratsprozesses gegen Bischof Pacha und die katholische Kirchenführung zu 25 Jahren Zuchthaus verurteilt, 18 Jahren Gefängnis und sieben Jahren Kerker. Hildegardis Wulff war der Reihe nach in den Gefängnissen Popa Șapcă in Timișoara, in Bukarest, Jilava, Mislea, Miercurea Ciuc, Brașov und Văcărești eingekerkert.
Neun Jahre verbrachte sie in den Gefängnissen der rumänischen Securitate. Am 1. Juni 1959 fand an der Glienicker Brücke in West-Berlin der Austausch der Ordensschwestern Hildegardis Wulff und Patricia Zimmermann sowie der Prälaten Franz Kräuter und Josef Nischbach gegen zwei rumänische Spione statt. Hildegardis Wulff kehrte über Friedland in das Mutterkloster St. Lioba in Freiburg-Günterstal zurück.
Nach einer kurzen Erholungszeit brach Schwester Hildegardis in die Mission nach Kanada auf, doch im Frühjahr 1961 musste sie schwerkrank ins Mutterhaus zurückkehren: Die Krebskrankheit, die im Zuchthaus ausgebrochen war, zwang sie, ihr Wirken zu beenden. Sie starb im Alter von 65 Jahren am 20. Oktober 1961. Am 25. Oktober wurde sie auf dem Klosterfriedhof der Benediktinerinnen der Heiligen Lioba in Freiburg-Günterstal beigesetzt. Die Funeralien wurden von dem Limburger Weihbischof Walter Kampe vorgenommen.

## Herausgeberin
1920 erschien die Dissertation von Hildegardis Wulff „Der Hohenstaufer Friedrich II. und die Benediktiner und Cisterzienser in Deutschland und Italien“. Während ihrer Zeit in Kanada schrieb sie den Band „Canadischer Brief“, der an die Benediktinerinnen von der heiligen Lioba in Deutschland, der Schweiz, Rumänien, Dänemark, Indien und Belgien gerichtet ist.
Hildegardis Wulff war auch redaktionell tätig. Für die Jugendarbeit brachte sie 1936 die Zeitschrift „Teppich“ und den „Siegel“ heraus. Sie war ständige Mitarbeiterin der katholischen Druckwerke „Der Jugendfreund“, „St. Antoniusblatt“, „Kirchenblatt“, „Sonntagsblatt“, „Das Herz“ und „Der Ruf“. Sie wirkte an der Herausgabe von Jahrbüchern und Periodika mit und gab ein Buch für die katholische Kantorlehre heraus.
Für die Zeitschrift der „Ruf“ gab Schwester Hildegardis die Beilage „Frauen-Glauben-Banat“ heraus.
Hildegardis Wulff hatte Beziehungen zu bedeutenden Persönlichkeiten des Katholizismus der damaligen Zeit. Sie pflegte Kontakte zu Ida Coudenhove, Edith Farkas, Margit Schlachta, Prälat Ignaz Seipel, Adalbert von Neipperg, der sie in Timișoara besuchte.

## Seligsprechung
Am 18. Juli 2009, ein Jahr nach der Gründung der Gebets-Liga zu Ehren der Priorin Hildegardis Wulff in Stuttgart, wurde im Kloster St. Lioba in Freiburg-Günterstal der erste Hildegardis-Tag unter dem Vorsitz von Pfarrer Peter Zillich abgehalten.
Es gibt eine stetig wachsende Gruppe von Katholiken aus dem Banat und aus Deutschland, die sich um die Seligsprechung von Hildegardis Wulff bemühen „einer Gottesdienerin zwischen sozialem Engagement und klösterlicher Stille - einer Frau, die sich oft für andere in Lebensgefahr begab, ohne je um ihr eigenes zu bangen“.